# Recea (Maramureș)
Recea é uma comuna romena localizada no distrito de Maramureș, na região histórica da Transilvânia. A comuna possui uma área de 43.88 km² e sua população era de 5580 habitantes segundo o censo de 2007.